# RA-1 エンリコ・フェルミ炉
RA-1 エンリコ・フェルミ炉はアルゼンチンの研究用原子炉で、同国に初めて建設された原子炉である。1957年4月に建設が始まり、1958年1月17日に初めて臨界に達した。アルゼンチンでは初めて医療、産業用の放射性同位元素を生産。またアルゼンチン初となる二つの原子力発電所を運転するため、運転員の訓練にも使用された。
燃料に20%濃縮ウラン、冷却、減速材として軽水、反射材に黒鉛を使用したプール型の炉であった。最大認可出力は熱出力40キロワットであった。
炉は何度か近代化改修を受けており、現在でも研究、教育用に使用されている。